# Saint-Laurent-en-Brionnais
Saint-Laurent-en-Brionnais – miejscowość i gmina we Francji, w regionie Burgundia-Franche-Comté, w departamencie Saona i Loara.
Według danych na rok 1990 gminę zamieszkiwało 391 osób, a gęstość zaludnienia wynosiła 30 osób/km² (wśród 2044 gmin Burgundii Saint-Laurent-en-Brionnais plasuje się na 536. miejscu pod względem liczby ludności, natomiast pod względem powierzchni na miejscu 746.).